# Pichu Pichu
Le Pichu Pichu,, ou Picchu Picchu est un volcan éteint du Pérou. Il est situé dans la région d'Arequipa, dans le Sud du pays à l'est de la ville d'Arequipa, dont il est distant de 32 km.

## Toponymie
Le nom proviendrait du quechua pikchu qui signifie « pyramide » ou « proéminence avec une large base qui se termine par des pics acérés ».

## Géographie
Le massif du Pichu Pichu se trouve à la frontière des districts de Pocsi et de San Juan de Tarucani  et fait partie de la Réserve nationale Salinas y Aguada Blanca.
Il est composé de 7 sommets dont le point culminant est le Coronado, « le couronné » (5 664 m), et le plus accessible est à 5 515 m d'altitude.
Cette crête montagneuse de plus de 10 km de long, abrupte sur sa face ouest, fait partie de la cordillère Occidentale des Andes centrales. La forme arquée du massif est le résultat d'un effondrement important du secteur il y a un million d'années, qui a formé le glissement de terrain volcanique d'Arequipa.
Avec le Nevado Chachani à 26 km au nord, El Misti à 17 km au nord-est et le Pichu Pichu à 32 km à l'est — les trois volcans étant quasiment alignés nord-ouest / sud-est — la ville d'Arequipa fait face à un mur de volcans vers le nord-est.
Le Pichu Pichu comprend quatre différents cratères fortement érodés tous actuellement éteints. La datation au potassium-argon a permis d'estimer qu'il était actif il y a 6,7 millions d'années.
Pichu Pichu a été couvert de glaciers dans le passé et cette glaciation a laissé des traces reconnaissables, notamment des cirques glaciaires, des vallées suspendues et des moraines que l'on trouve à partir de 4 500 m.
Le climat de la région est relativement sec, la plupart des précipitations tombant pendant les mois d'été. Les rivières Poroto et Polobaya, qui prennent leur source au pied du Pichu Pichu, sont des affluents du Río Quilca (ou Río Chili) qui traverse Arequipa. Le lac artificiel de Yanaorco – Paltaorco tire également l'eau de ces montagnes.
Entre 3 000 et 3 700 m d'altitude, une végétation arbustive pousse sur le Pichu Pichu et les volcans voisins, tandis qu'au-dessus de ce niveau, on trouve en abondance les arbrisseaux, arbustes, herbes annuelles ou vivaces de la famille des Malvaceae.

## Histoire
La montagne était considérée comme sacrée par les anciens habitants de la région. Le Pichu Pichu serait visible depuis le site archéologique Huari de Cerro Baúl, distant de 100 km au sud-est. Certains bâtiments de ce site seraient construits de manière à pointer vers le Pichu Pichu. Les cortèges le long de l'escalier à flanc de colline du Cerro Baúl auraient la montagne en vue.
Des structures en pierre se trouvent également sur le Pichu Pichu lui-même, y compris un escalier de haute altitude qui surmonte une pente raide. Des sacrifices humains, appelés capacochas, ont été effectués sur le Pichu Pichu.
Au cours d'expéditions dirigées par les archéologues José Antonio Chávez et Johan Reinhard en 1964, trois momies incas ont été trouvées près du sommet avec divers artéfacts. Cette plateforme cérémonielle était utilisée par les Incas pour faire des offrandes. À l'époque ces découvertes n'ont pas été publiées par peur d'attirer les pillards. Au total, trois momies ont été trouvées sur le Pichu Pichu, celles de deux femmes et d'un homme, tous âgés de 15 ans. L'une d'elles est exposée à Arequipa au musée archéologique José María Morante de l'Université nationale San Agustín, sous le nom de la « momie Pichu Pichu ». Un corps supplémentaire a été découvert en 1996.

## Dans la culture
Une légende inca raconte qu'un guerrier ayant violé la fille du Sapa Inca et l'ayant mise enceinte, ne voulait pas en accepter la responsabilité. Il risquait d'être mis à mort et s'est donc enfui par la route qui mène au Balneario de Jesús (es) à l'est d'Arequipa. En route, très fatigué, il s'est endormi au pied d'une colline au crépuscule. Mais, pendant la nuit, le dieu du soleil Inti lui a infligé une terrible punition. À l'aube, il s'est retrouvé castré pour le punir du viol commis et pour sa rébellion il a été condamné à dormir pour toujours à cet endroit. C'est pour cela que, dit‑on, le massif vu de loin ressemble à un homme endormi privé de ses attributs sexuels.